# Carl Sandahl (ingenjör)
Carl Johan Amandus Sandahl, född 10 oktober 1865 i Nyckelby, Fellingsbro socken, död 4 november 1930 i Wilmersdorf, Berlin, var en ingenjör och pionjär i grammofonbranschen.
Sandahl fick sin utbildning i Tyskland. Från 1890-talet var han verksam först som tillverkare av speldosor, sedan också grammofoner. 1905 gick han in som delägare i Lyrophon-Werke Adolf Lieban Co GmbH, tillverkare av skivmärket Lyrophon, och blev dess tekniske direktör. 1908-1910 var han inspelningschef för Syrena i Warszawa. Från 1911 var han verksam för Russkoje Aktsionernoje Obsjtjestvo Gramofonov (ryska: Русское Акционерное Общество Граммофонов) i Sankt Petersburg.